# Solidarité Carnot
Solidarité Carnot est un quartier de Montreuil (Seine-Saint-Denis) essentiellement pavillonnaire. La vie du quartier s'articule autour de la place Carnot et du centre de quartier Mendès-France.

## Principaux lieux
- Place Carnot, place centrale du quartier où ont généralement lieu les fêtes.
- Square "Papa Poule" où a été tournée une série[1] portant ce nom.
- Écoles maternelle, primaire et collège Marcelin Berthelot, remarquable groupe scolaire en briques rouges, abritant également un théâtre municipal du même nom[2].
- École primaire Louise Michel, inaugurée à la rentrée 2007, qui abrite également des locaux pour le centre de loisir. L'école dispose d'un toit composé de panneaux solaires.
- Centre Pierre Mendès France, centre de quartier disposant de plusieurs salles qui accueille les réunions d'associations et des repas pour les personnes âgées. Il ne sert plus de local au centre de loisir depuis l'ouverture de l'école primaire Louise Michel.

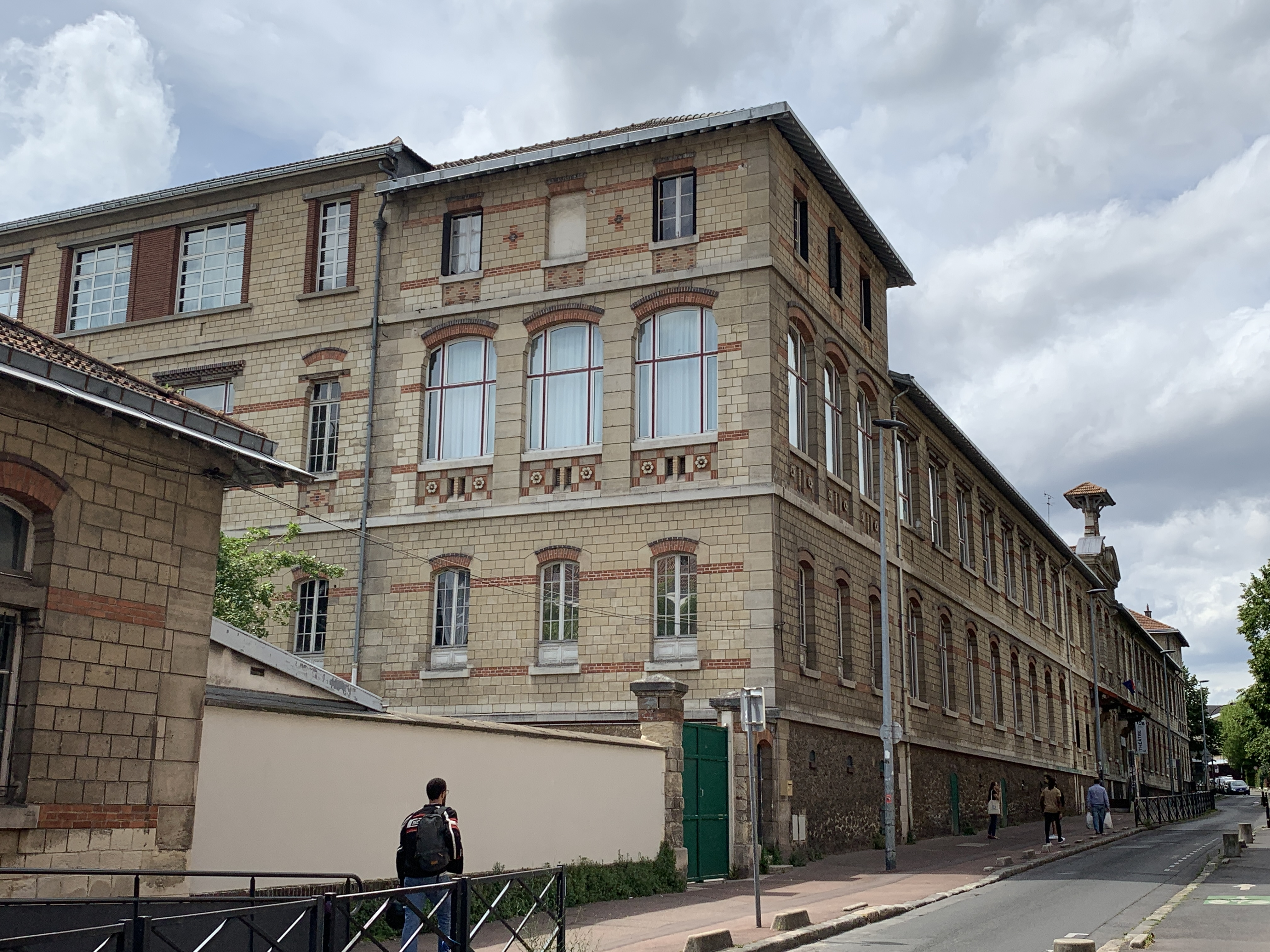
Groupe scolaire Marcelin Berthelot.
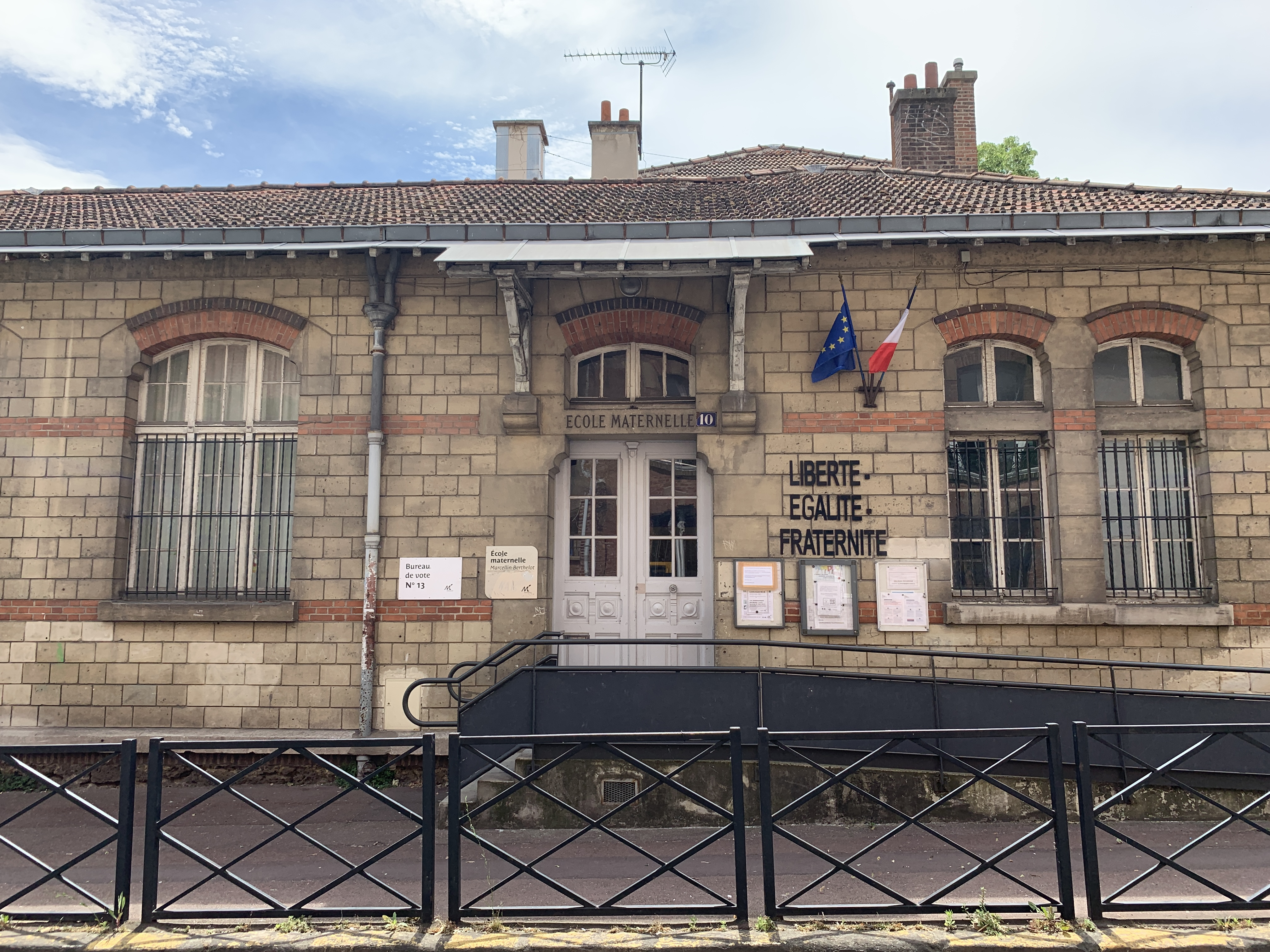
École maternelle Marcelin Berthelot.
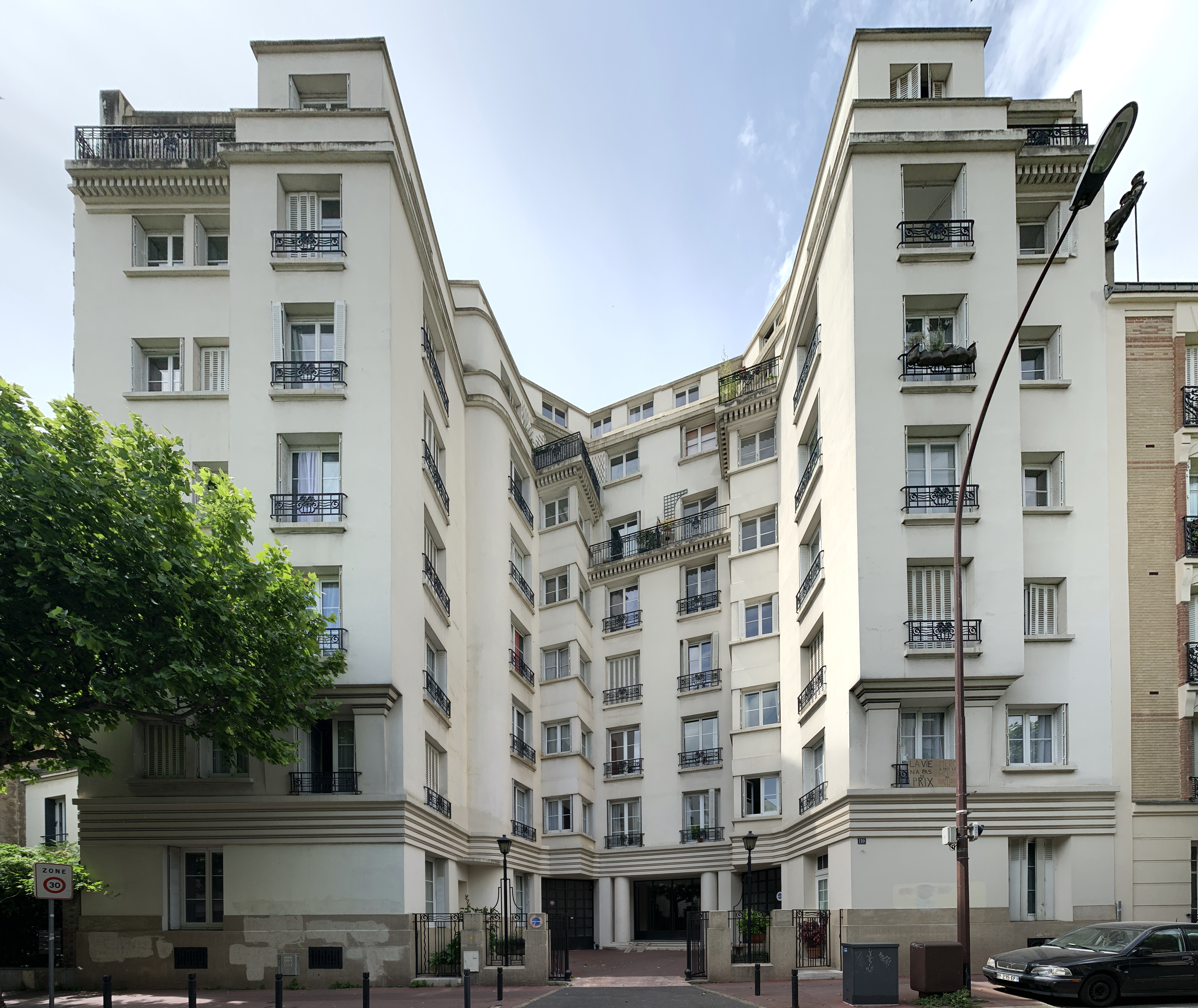
Immeuble au 110 avenue du Président-Wilson.
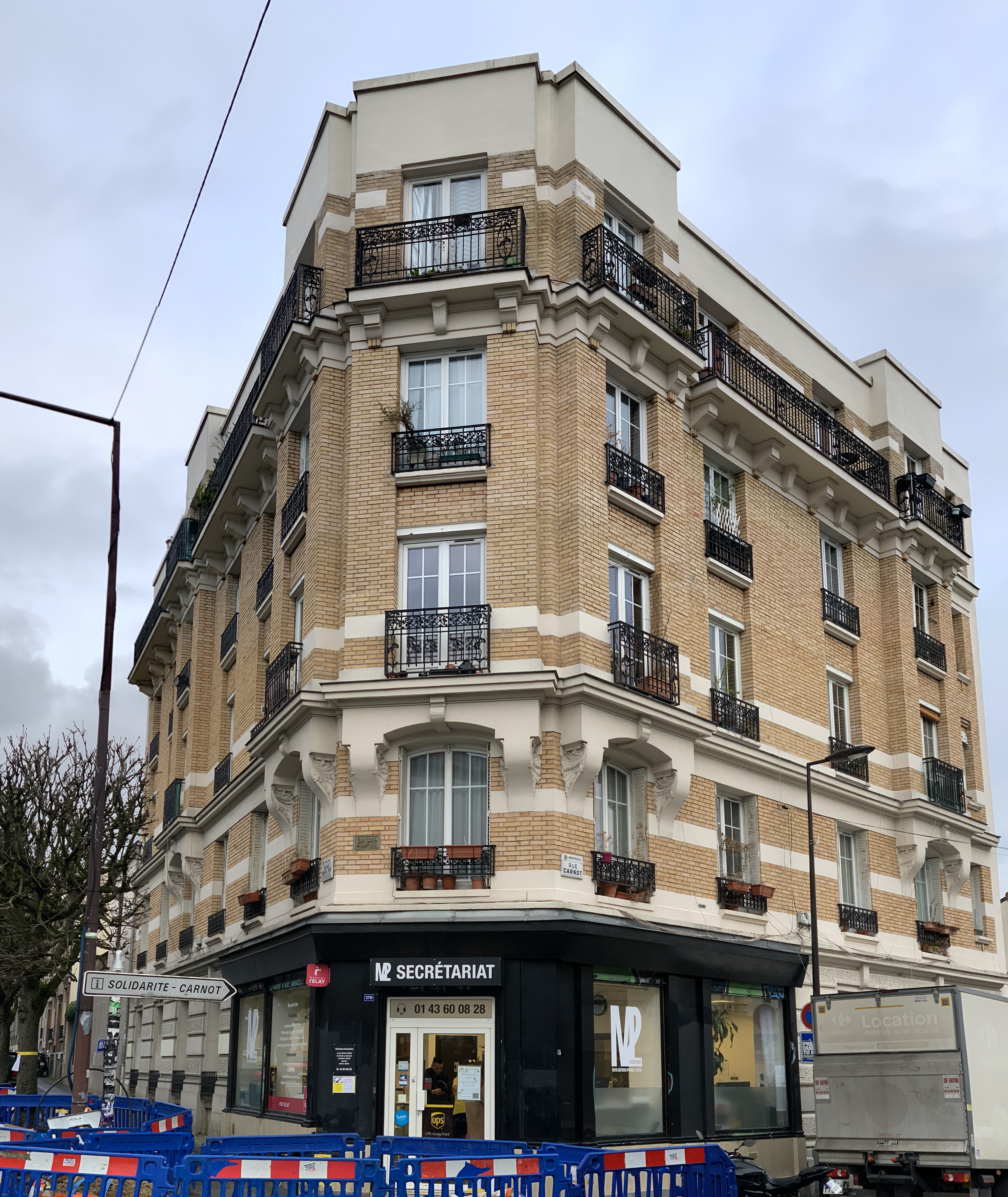
Immeuble au 17 rue Carnot.

## Fêtes
- Fête de quartier, qui a lieu tous les ans en septembre. L'après-midi, des activités sont proposées, suivies le soir par un repas sur la place Carnot.
- Vide-Grenier, en mai ou en octobre.
- Fête de Noël, organisée début janvier avec les enfants du quartier et les handicapés de la ville.

## Personnalités
- Alexandre Tuaillon : élu municipal du quartier depuis mars 2008
- Gilles Robel : élu municipal du quartier depuis septembre 2009